# Loriol-du-Comtat
Loriol-du-Comtat (okzitanisch L’Auriòu de la Comtat) ist eine französische Gemeinde mit 2481 Einwohnern (Stand 1. Januar 2022) im Département Vaucluse in der Region Provence-Alpes-Côte d’Azur.

## Geographie
Die Gemeinde liegt rund 20 Kilometer nordöstlich von Avignon. Nachbargemeinden sind:
- Aubignan im Nordosten,
- Carpentras im Südosten,
- Monteux im Südwesten und
- Sarrians im Nordwesten.

Das Gemeindegebiet wird vom Fluss Mède durchquert, der in der Südwestecke des Gemeindegebietes seinen Nebenfluss Brégoux aufnimmt. Im äußersten Osten nutzt auch der Bewässerungskanal Canal de Carpentras auf wenigen hundert Metern Länge das Gemeindegebiet, wird aber genau hier über ein bedeutendes Aquädukt (Aqueduc des Cinq-Cantons) mit Wasser versorgt.

### Verkehrsanbindung
Die Gemeinde liegt abseits überregionaler Verkehrsverbindungen und ist mit seinen Nachbargemeinden mit der Départementsstraße D950 (in West-Ost-Richtung) und den Départementsstraßen D126 und D107 (in Nord-Süd-Richtung) verbunden.

## Geschichte
Kurz vor Anbruch der gallo-römischen Zeit wurde die Gegend vom keltoligurischen Stamm der Memini bevölkert. Die Römer vertrieben die Einheimischen und besiedelten das Land bis ins 4. Jahrhundert nach Christus hinein.
Nach dem Zerfall des Reiches von Karl dem Großen wurde Loriol nacheinander von den Grafen von Provence, den Grafen von Toulouse und schließlich Barral aus dem Hause Baux verwaltet.
Anfang des 14. Jahrhunderts verkaufte Aimard de Poitiers sein Schloss und Herrengut an Guilhem de Clermont, einem Neffen von Papst Clemens V. Das Lehen blieb bis 1363 im Besitz der Familie Clermont-Lodève, die es durch Heirat an die Familie von Astorg de Peyre weitergab. Nach dem Hundertjährigen Krieg wurde die Gegend von plündernden Söldnern heimgesucht. Die Bewohner verließen das Dorf und suchten Zuflucht in der sicheren Stadt Carpentras.
Nach einer langsamen Wiederbesiedlung wurde das Lehnsgut 1772 auf vier Miteigentümer aufgeteilt. 1830 zählte Loriol 452 Einwohner, von denen nur ein Zehntel außerhalb des Dorfes geboren wurden. 1918 erfolgte die Umbenennung in Loriol-du-Comtat, um die Gemeinde vom gleichnamigen Loriol im Département Drôme zu unterscheiden.

### Ortsname
Der Ortsname hat sich aus dem Lateinischen Auriolus oder Aureolus entwickelt, was so viel wie „goldfarben“ bedeutet. Im Okzitanischen bezeichnet man mit auriol auch den gelbfarbenen Pirol (Oriolus oriolus, auf Französisch loriot).

### Bevölkerungsentwicklung
| Jahr      | 1968 | 1975 | 1982 | 1990 | 1999 | 2006 | 2017 |
| Einwohner | 903  | 1191 | 1426 | 1710 | 1871 | 2186 | 2603 |

## Sehenswürdigkeiten
- Château de Talaud, Schloss aus dem 18. Jahrhundert – Monument historique[2]
- Aqueduc des Cinq-Cantons, Aquädukt aus dem 19. Jahrhundert – Monument historique[3]
- Pfarrkirche St-Pierre-aux-Liens (12. Jahrhundert)
- Kapelle Notre-Dame-des-Anges (11. bis 17. Jahrhundert), im Ortsteil Meyras
- Rathaus (18. Jahrhundert)
- Château Sainte-Barbe (nordöstlich)

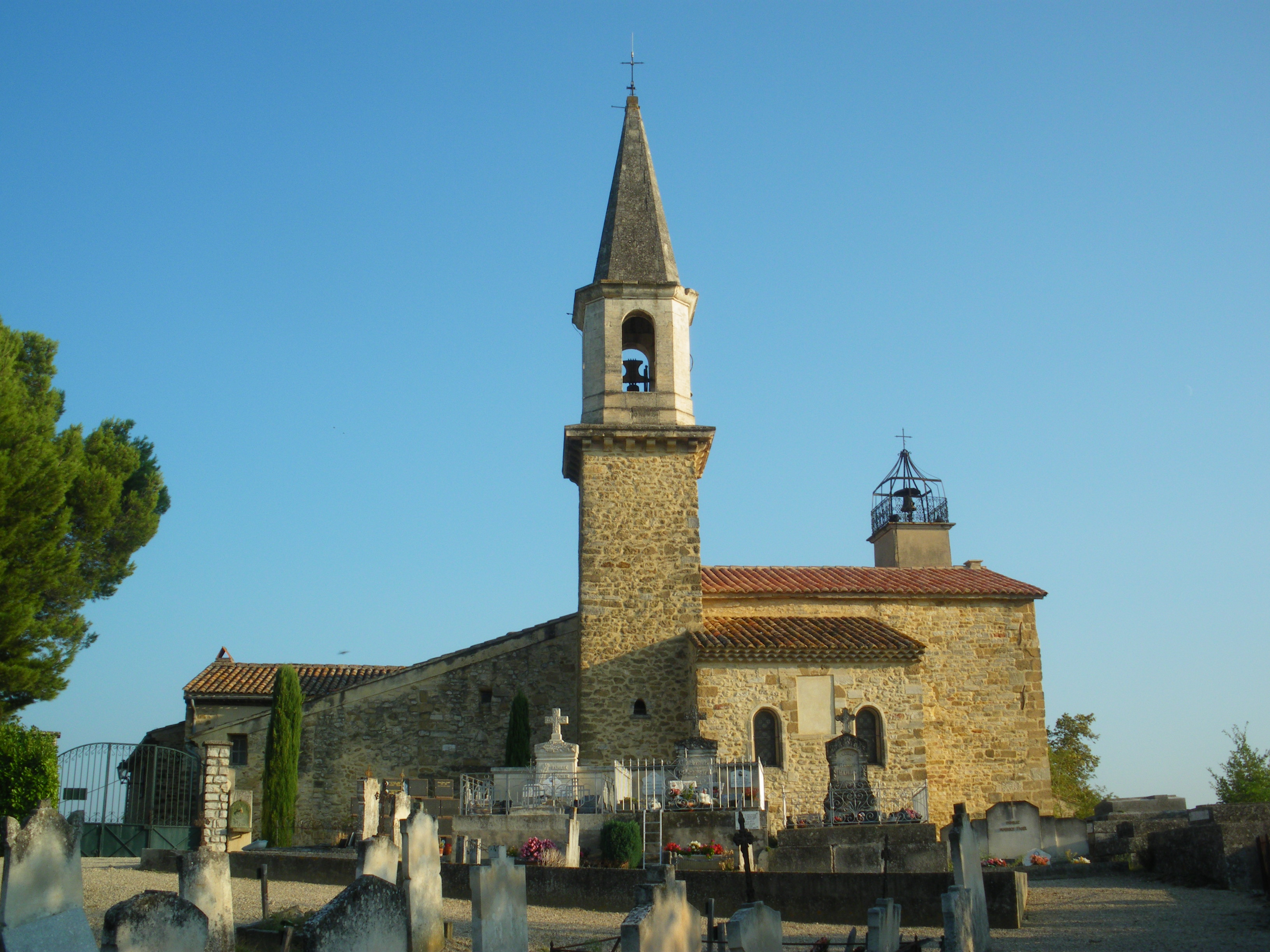
St-Pierre-aux-Liens
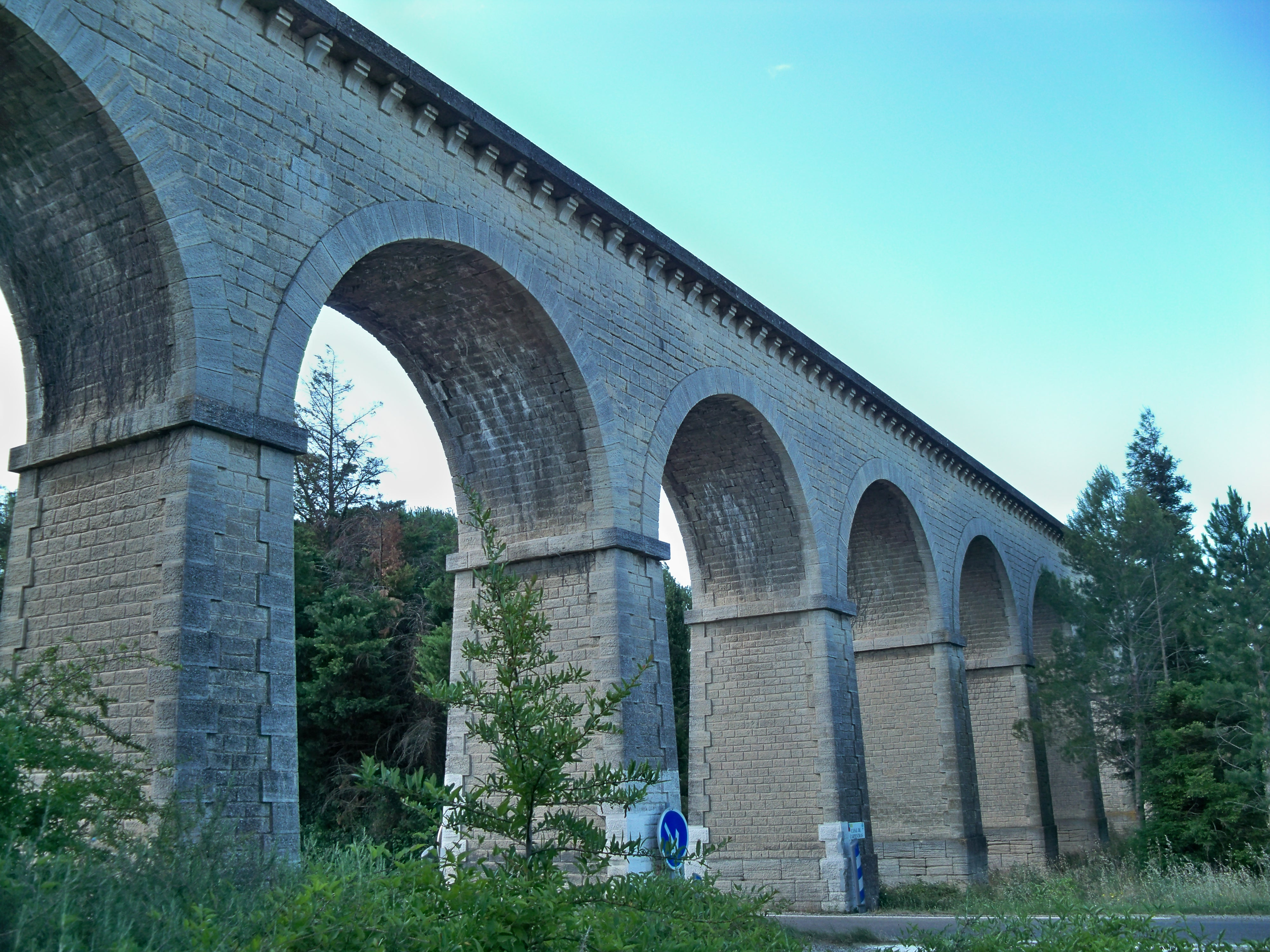
Aquädukt
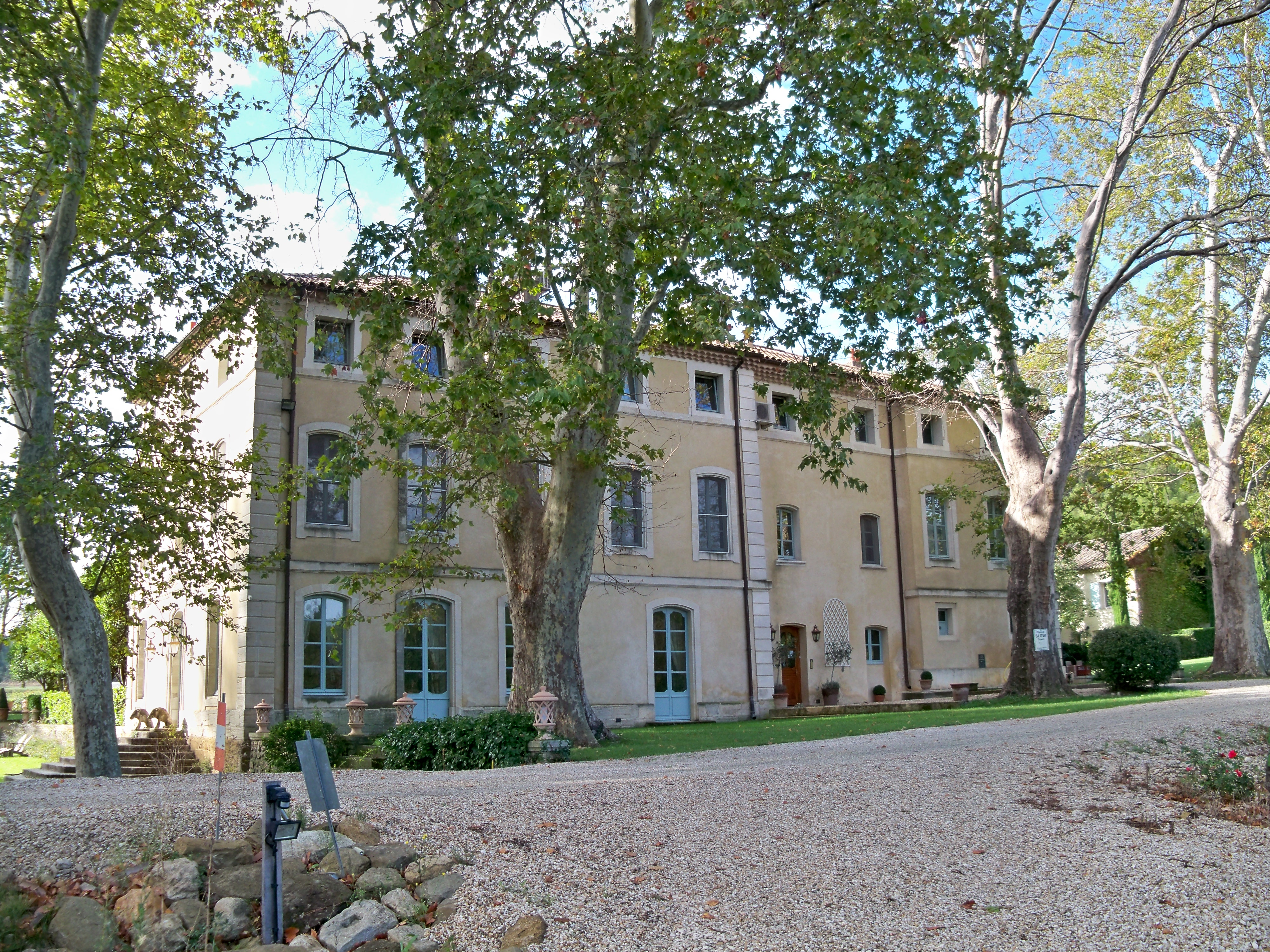
Château de Talaud